# 전용물소권
전용물소권(轉用物訴權, actio de in rem verso)이란 계약에 따른 급부가 제3자의 이득으로 된 경우 계약 당사자 일방이 직접 제3자에 대해 부당이득반환청구권을 행사하는 것을 뜻한다. 한국과 독일과 판례는 전용물소권을 부정하나 일본과 프랑스에서는 이에 관하여 명문의 규정은 없지만 학설과 판례에 의하여 전용물소권이라는 개념을 제한적으로 인정하고 있다.

## 학설
전면 부정설의 경우 자신의 급부를 선이행한 자가 이미 자신의 동시이행항변권을 포기하였다고 보아 사후 반대급부를 얻기 위해서 제3자에게 권리를 주장하는 것은 곤란한 점, 법률문제가 복잡해지는 점, 선이행한 자가 다른 채권자에 비해 유리한 지위를 얻게 되는 점, 민법 제404조가 존재하는 점을 이유로 하여 부정한다.
판례 역시 이와 동일한 입장을 보인다.

## 관련 조문
제741조 (부당이득의 내용)
법률상 원인없이 타인의 재산 또는 노무로 인하여 이익을 얻고 이로 인하여 타인에게 손해를 가한 자는 그 이익을 반환하여야 한다.

## 사례
- 전국이는 용식이의 새끼 물소를 훔쳐서 권선에게 키우는 비용을 넉넉히 줄테니 잘 키워줄 것을 부탁하였다. 물소는 무럭무럭 자라 가치가 3배 정도 상승하였는데 전국은 권선에게 약속했던 비용을 지불하지 않았다. 전용물소권이 인정된다면 권선은 물소의 주인인 용식에게 물소의 가치상승분을 부당이득으로 반환청구할 수 있을 것이다.

- 甲은 건축업자 乙에게 건축자재 10톤을 매도하여 이를 인도하면서 대금은 6개월 후에 지급받기로 하고 乙이 위 건축자재를 사용하여 丙의 주택을 건축함으로써 건축자재의 분리가 불가능하게 된 경우, 전용물소권이 인정된다면 丙은 甲에게 부합부분에 대해 부당이득반환의무가 있을 것이다[1]

## 판례
계약상의 급부가 계약의 상대방뿐만 아니라 제3자의 이익으로 된 경우에 급부를 한 계약당사자가 계약 상대방에 대하여 계약상의 반대급부를 청구할 수 있는 이외에 그 제3자에 대하여 직접 부당이득반환청구를 할 수 있다고 보면, 자기 책임하에 체결된 계약에 따른 위험부담을 제3자에게 전가시키는 것이 되어 계약법의 기본원리에 반하는 결과를 초래할 뿐만 아니라, 채권자인 계약당사자가 채무자인 계약 상대방의 일반채권자에 비하여 우대받는 결과가 되어 일반채권자의 이익을 해치게 되고, 수익자인 제3자가 계약 상대방에 대하여 가지는 항변권 등을 침해하게 되어 부당하므로, 위와 같은 경우 계약상의 급부를 한 계약당사자는 이익의 귀속 주체인 제3자에 대하여 직접 부당이득반환을 청구할 수는 없다고 보아야 한다.

## 같이 보기
- 부당이득
- 대상청구권